# Роман (Даниляк)
Рома́н Даниля́к (29 грудня 1930, Торонто — 7 жовтня 2012, Торонто) — єпископ Української греко-католицької церкви, канонік папської базиліки Санта-Марія-Маджоре, апостольський адміністратор sede plena Торонтської єпархії УГКЦ (1992—1998), титулярний єпископ Нисси.

## Життєпис
Народився 29 грудня 1930 року в Торонто в сім'ї Теодора і Єлисавети Даниляків. Здобув ліценціат з богослов'я у Папському Урбаніанському університеті й докторат з канонічного і цивільного права у Папському Латеранському університеті (теза: «De collectione XIV titulorum eusque versione slavica», захистив 11 березня 1966). Під час навчання в Римі, 13 жовтня 1957 року Роман Даниляк був висвячений на священника Вінніпезьким митрополитом Максимом Германюком і після студій служив священником УГКЦ в Канаді. У 1973–1990 роках був радником Папської комісії з перегляду східного канонічного права.
16 грудня 1992 року Папа Римський Іван-Павло II призначив священника Романа Даниляка, який на той час був настоятелем кафедрального собору св. Йосафата в Торонто і канцлером єпархіальної канцелярії, апостольським адміністратором sede plena Торонтської єпархії УГКЦ і титулярним єпископом Нисси. Єпископом Торонтським на той час був Ісидор Борецький, який, незважаючи на свій похилий вік (81 рік), відмовився зрікатися свого уряду. Частина священників і мирян Торонтської єпархії зустріли призначення апостольського адміністратора зі спротивом, оскільки вважали, що його призначено всупереч волі Синоду Єпископів УГКЦ. Після шести років конфлікту в 1998 році справу вирішено таким чином, що єпископа Романа Даниляка призначено каноніком папської базиліки Санта Марія Маджоре в Римі, єпископ Ісидор Борецький подав у відставку, а 1 липня 1998 року новим Торонтським єпископом призначено владику Корнилія Пасічного, дотеперішнього єпископа Саскатунського.
Коли стан здоров'я владики Романа погіршився, він повернувся до Канади. Останні роки провів у рідному місті Торонто, де й помер 7 жовтня 2012 року.